# 明智站 (惠那市)
明智站（日语：／ Akechi eki */?）是一個位於岐阜縣惠那市明智町445-2，屬於明知鐵道明知線的鐵路車站。明知線的始發、終到站，車站與明知鐵道本社相鄰。車站周邊為舊恵那郡明智町的中心市街地。

## 車站結構
站舍連接1面1線側式月台的地面車站。站內設有車輛基地，可夜間滯泊。此外，設有很多側線。

## 相鄰車站
明知鐵道
明知線
野志－明智